# Coppa Europa di bob 2017
La Coppa Europa di bob 2017, ufficialmente denominata IBSF Bobsleigh Europe Cup 2016/17, è stata l'edizione 2016-2017 del circuito continentale europeo del bob, manifestazione organizzata annualmente dalla Federazione Internazionale di Bob e Skeleton; è iniziata il 5 novembre 2016 a Sigulda, in Lettonia, e si è conclusa il 26 gennaio 2017 a Winterberg, in Germania. Vennero disputate ventiquattro gare: sedici per gli uomini e otto per le donne in cinque differenti località.
Vincitori dei trofei, conferiti ai piloti classificatisi per primi nel circuito, sono stati la tedesca Anna Köhler nel bob a due femminile, il connazionale Richard Oelsner nel bob a due maschile e il russo Dmitrij Popov nel bob a quattro e nella combinata maschili.

## Calendario
| Località             | Data                | Donne     | Uomini    | Uomini        |
| Località             | Data                | Bob a due | Bob a due | Bob a quattro |
| -------------------- | ------------------- | --------- | --------- | ------------- |
| Sigulda              | 5–6 novembre 2016   | ●●        | ●●        |               |
| Schönau am Königssee | 12–13 novembre 2016 | ●         | ●         | ●             |
| Schönau am Königssee | 2–4 dicembre 2016   | ●●        | ●         | ●●            |
| Altenberg            | 16–18 dicembre 2016 | ●         | ●●        | ●             |
| Sankt Moritz         | 13–15 gennaio 2017  | ●         | ●         | ●●            |
| Winterberg           | 24–26 gennaio 2017  | ●         | ●         | ●●            |
| Totale               | Totale              | 8         | 8         | 8             |

## Risultati

### Donne
| Data             | Località             | Specialità | Prime classificate                        | Seconde classificate                            | Terze classificate                       |
| ---------------- | -------------------- | ---------- | ----------------------------------------- | ----------------------------------------------- | ---------------------------------------- |
| 5 novembre 2016  | Sigulda              | A due      | Elfje Willemsen Sophie Vercruyssen Belgio | An Vannieuwenhuyse Sara Aerts Belgio            | Martina Fontanive Jade Rossier Svizzera  |
| 6 novembre 2016  | Sigulda              | A due      | Elfje Willemsen Sara Aerts Belgio         | An Vannieuwenhuyse Nel Paulissen Belgio         | Alena Osipenko Tat'jana Bolšakova Russia |
| 12 novembre 2016 | Schönau am Königssee | A due      | Elfje Willemsen Sophie Vercruyssen Belgio | Christina Hengster Sanne Monique Dekker Austria | An Vannieuwenhuyse Sara Aerts Belgio     |
| 2 dicembre 2016  | Schönau am Königssee | A due      | Maria Oshigiri Arisa Kimishima Giappone   | Anna Köhler Sarah Noll Germania                 | Sabina Hafner Eveline Rebsamen Svizzera  |
| 3 dicembre 2016  | Schönau am Königssee | A due      | Sabina Hafner Eveline Rebsamen Svizzera   | Anna Köhler Sarah Noll Germania                 | Maria Oshigiri Arisa Kimishima Giappone  |
| 16 dicembre 2016 | Altenberg            | A due      | Elfje Willemsen Sophie Vercruyssen Belgio | Miriam Wagner Lisa Sophie Gericke Germania      | Sabina Hafner Jasmine Naef Svizzera      |
| 13 gennaio 2017  | Sankt Moritz         | A due      | Sabina Hafner Jasmine Naef Svizzera       | Anna Köhler Franziska Fritz Germania            | Martina Fontanive Jasmine Naef Svizzera  |
| 26 gennaio 2017  | Winterberg           | A due      | Mica McNeill Montell Douglas Regno Unito  | Anna Köhler Franziska Fritz Germania            | Andreea Grecu Erika Anett Halai Romania  |

### Uomini
| Data             | Località             | Specialità | Primi classificati                                                            | Secondi classificati | Terzi classificati                                                            |
| ---------------- | -------------------- | ---------- | ----------------------------------------------------------------------------- | --- | ----------------------------------------------------------------------------- |
| 5 novembre 2016  | Sigulda              | A due      | Oskars Ķibermanis Matīss Miknis Lettonia                                      | Uģis Žaļims Daumants Dreiškens Lettonia | Richard Oelsner Alexander Schüller Germania                                   |
| 6 novembre 2016  | Sigulda              | A due      | Oskars Ķibermanis Jānis Jansons Lettonia                                      | Richard Oelsner Alexander Schüller Germania                                                                                                   | Nikita Zacharov Ruslan Samitov Russia e Uģis Žaļims Raivis Zīrups Lettonia    |
| 12 novembre 2016 | Schönau am Königssee | A due      | Johannes Lochner Joshua Bluhm Germania                                        | Francesco Friedrich Martin Grothkopp Germania                                                                                                 | Rudy Rinaldi Boris Vain Monaco                                                |
| 13 novembre 2016 | Schönau am Königssee | A quattro  | Johannes Lochner Gregor Bermbach Matthias Kagerhuber Christian Rasp Germania  | Francesco Friedrich Candy Bauer Martin Grothkopp Thorsten Margis Germania                                                                     | Loïc Costerg Vincent Castell Yannis Pujar Jérémie Boutherin Francia           |
| 2 dicembre 2016  | Schönau am Königssee | A due      | Richard Oelsner Alexander Schüller Germania                                   | Dominik Dvořák Jakub Nosek Rep. Ceca | Oskars Ķibermanis Matīss Miknis Lettonia                                      |
| 3 dicembre 2016  | Schönau am Königssee | A quattro  | Nikita Zacharov Denis Korotkov Vladislav Žarovcev Ruslan Samitov Russia       | Dmitrij Popov Andrej Kazancev Ivan Kardakov Michail Mordasov Russia                                                                           | Richard Oelsner Philipp Knötzsch Felix Skibbe Alexander Schüller Germania     |
| 4 dicembre 2016  | Schönau am Königssee | A quattro  | Christoph Hafer Paul Krenz Christian Hammers Tobias Schneider Germania        | Nikita Zacharov Denis Korotkov Vladislav Žarovcev Ruslan Samitov Russia e Dmitrij Popov Andrej Kazancev Ivan Kardakov Michail Mordasov Russia | non assegnato                                                                 |
| 16 dicembre 2016 | Altenberg            | A due      | Richard Oelsner Alexander Schüller Germania                                   | Oskars Ķibermanis Matīss Miknis Lettonia | Uģis Žaļims Daumants Dreiškens Lettonia                                       |
| 17 dicembre 2016 | Altenberg            | A due      | Oskars Ķibermanis Daumants Dreiškens Lettonia                                 | Bruce Tasker Toby Olubi Regno Unito | Uģis Žaļims Raivis Zīrups Lettonia                                            |
| 18 dicembre 2016 | Altenberg            | A quattro  | Bennet Buchmüller Benedikt Hertel Niklas Scherer Costa Tonga Laurenz Germania | Oskars Ķibermanis Jānis Jansons Matīss Miknis Raivis Zīrups Lettonia                                                                          | Richard Oelsner Philipp Knötzsch Felix Skibbe Alexander Schüller Germania     |
| 13 gennaio 2017  | Sankt Moritz         | A due      | Oskars Melbārdis Daumants Dreiškens Lettonia                                  | Christoph Hafer Paul Krenz Germania | Dmitrij Popov Michail Mordasov Russia                                         |
| 14 gennaio 2017  | Sankt Moritz         | A quattro  | Oskars Melbārdis Daumants Dreiškens Arvis Vilkaste Jānis Strenga Lettonia     | Bennet Buchmüller Benedikt Hertel Niklas Scherer Costa Tonga Laurenz Germania                                                                 | Christoph Hafer Michael Salzer Paul Krenz Markus Reichle Germania             |
| 15 gennaio 2017  | Sankt Moritz         | A quattro  | Oskars Melbārdis Daumants Dreiškens Arvis Vilkaste Jānis Strenga Lettonia     | Christoph Hafer Michael Salzer Paul Krenz Markus Reichle Germania                                                                             | Bennet Buchmüller Benedikt Hertel Niklas Scherer Costa Tonga Laurenz Germania |
| 24 gennaio 2017  | Winterberg           | A due      | Richard Oelsner Marc Rademacher Germania                                      | Clemens Bracher Michael Kuonen Svizzera | Tim Holinger Marco Tanner Svizzera                                            |
| 25 gennaio 2017  | Winterberg           | A quattro  | Dmitrij Popov Andrej Kazancev Ivan Kardakov Michail Mordasov Russia           | Christoph Hafer Michael Salzer Paul Krenz Markus Reichle Germania                                                                             | Richard Oelsner Marc Rademacher Philipp Knötzsch Alexander Schüller Germania  |
| 26 gennaio 2017  | Winterberg           | A quattro  | Dmitrij Popov Andrej Kazancev Ivan Kardakov Michail Mordasov Russia           | Aleksandr Bredikhin Rostislav Gajtjukevič Vladislav Žarovcev Sergej Sysoev Russia                                                             | Bennet Buchmüller Benedikt Hertel Niklas Scherer Costa Tonga Laurenz Germania |

## Classifiche

### Bob a due donne
| Pos. | Nome pilota            | Nazione  | SIG-1 | SIG-2 | KÖN-1 | KÖN-2 | KÖN-3 | ALT | STM | WIN | Punti |
| ---- | ---------------------- | -------- | ----- | ----- | ----- | ----- | ----- | --- | --- | --- | ----- |
| 1    | Anna Köhler            | Germania | -     | -     | 8     | 2     | 2     | 7   | 2   | 2   | 604   |
| 2    | Martina Fontanive      | Svizzera | 3     | 5     | 13    | 8     | 8     | -   | 3   | 6   | 604   |
| 3    | Ljubov' Černych        | Russia   | 4     | 7     | 15    | 10    | 9     | -   | 5   | 8   | 552   |
| 4    | Sabina Hafner          | Svizzera | -     | -     | 5     | 3     | 1     | 3   | 1   | -   | 536   |
| 5    | Elfje Willemsen        | Belgio   | 1     | 1     | 1     | -     | -     | 1   | -   | -   | 480   |
| 6    | Katrin Beierl          | Austria  | -     | -     | 7     | 7     | 6     | 6   | 7   | -   | 428   |
| 7    | Alena Osipenko         | Russia   | 7     | 3     | -     | -     | -     | 10  | 6   | 9   | 422   |
| 8    | Daniela Florina Gheaus | Romania  | 6     | 6     | 17    | 12    | 12    | -   | -   | 10  | 420   |
| 9    | An Vannieuwenhuyse     | Belgio   | 2     | 2     | 3     | -     | -     | 5   | -   | -   | 414   |
| 10   | Konomi Asazu           | Giappone | -     | -     | 14    | 5     | 7     | 11  | 4   | -   | 396   |

### Bob a due uomini
| Pos. | Nome pilota       | Nazione   | SIG-1 | SIG-2 | KÖN-1 | KÖN-2 | KÖN-3 | ALT | STM | WIN | Punti |
| ---- | ----------------- | --------- | ----- | ----- | ----- | ----- | ----- | --- | --- | --- | ----- |
| 1    | Richard Oelsner   | Germania  | 3     | 2     | 5     | 1     | 1     | 4   | -   | 1   | 760   |
| 2    | Clemens Bracher   | Svizzera  | 9     | 8     | 9     | 6     | 10    | 7   | 7   | 2   | 670   |
| 3    | Oskars Ķibermanis | Lettonia  | 1     | 1     | 7     | 3     | 2     | 1   | -   | -   | 656   |
| 4    | Christoph Hafer   | Germania  | 4     | 5     | -     | 5     | 3     | 4   | 2   | -   | 588   |
| 5    | Dmitrij Popov     | Russia    | 8     | 7     | 11    | 13    | 17    | 16  | 3   | 4   | 582   |
| 6    | Dominik Dvořák    | Rep. Ceca | 7     | 5     | 13    | 2     | 12    | 12  | -   | 6   | 562   |
| 7    | Uģis Žaļims       | Lettonia  | 2     | 3     | 6     | -     | 4     | 3   | -   | -   | 498   |
| 8    | Romain Heinrich   | Francia   | DSQ   | 9     | 18    | 17    | 11    | 10  | -   | 7   | 476   |
| 9    | Tim Holinger      | Svizzera  | -     | -     | 14    | 4     | 14    | 11  | 6   | 3   | 466   |
| 10   | Ivan Linjučev     | Russia    | 12    | -     | 19    | 15    | 13    | 6   | 14  | 10  | 429   |

### Bob a quattro uomini
| Pos. | Nome pilota         | Nazione     | KÖN-1 | KÖN-2 | KÖN-3 | ALT | STM-1 | STM-2 | WIN-1 | WIN-2 | Punti |
| ---- | ------------------- | ----------- | ----- | ----- | ----- | --- | ----- | ----- | ----- | ----- | ----- |
| 1    | Dmitrij Popov       | Russia      | 10    | 2     | 2     | 7   | 5     | 4     | 1     | 1     | 804   |
| 2    | Bennet Buchmüller   | Germania    | -     | 7     | 7     | 1   | 2     | 3     | 6     | 3     | 690   |
| 3    | Ivan Linjučev       | Russia      | 15    | 4     | 4     | 5   | 4     | 10    | 7     | 4     | 684   |
| 4    | Christoph Hafer     | Germania    | -     | 6     | 1     | 4   | 3     | 2     | 2     | -     | 626   |
| 5    | Clemens Bracher     | Svizzera    | 17    | 11    | 8     | 15  | 7     | 7     | 8     | 6     | 580   |
| 6    | Pablo Nolte         | Germania    | -     | 13    | 13    | 16  | 8     | 6     | 5     | 5     | 520   |
| 7    | Richard Oelsner     | Germania    | 8     | 3     | 5     | 3   | -     | -     | 3     | -     | 478   |
| 8    | Nikita Zacharov     | Russia      | 7     | 1     | 2     | 6   | -     | -     | -     | -     | 402   |
| 9    | Aleksandr Bredichin | Russia      | -     | -     | -     | 18  | 10    | 8     | 4     | 2     | 398   |
| 10   | Olly Biddulph       | Regno Unito | 23    | 9     | 15    | 14  | -     | -     | 10    | 8     | 361   |

### Combinata uomini
| Pos. | Nome pilota       | Nazione   | Punti |
| ---- | ----------------- | --------- | ----- |
| 1    | Dmitrij Popov     | Russia    | 1386  |
| 2    | Clemens Bracher   | Svizzera  | 1250  |
| 3    | Richard Oelsner   | Germania  | 1238  |
| 4    | Christoph Hafer   | Germania  | 1214  |
| 5    | Ivan Linjučev     | Russia    | 1113  |
| 6    | Bennet Buchmüller | Germania  | 1106  |
| 7    | Dominik Dvořák    | Rep. Ceca | 890   |
| 8    | Oskars Ķibermanis | Lettonia  | 858   |
| 9    | Pablo Nolte       | Germania  | 824   |
| 10   | Uģis Žaļims       | Lettonia  | 798   |